# Penelope Wilton
Penelope Alice Wilton (Scarborough, Inglaterra, 3 de junho de 1946) é uma atriz britânica.

## Filmografia

### Filmes
- Joseph Andrews (1977) — Mrs. Wilson
- The French Lieutenant's Woman (1981) — Sonia
- Clockwise (1986) — Pat Garden
- Cry Freedom (1987) — Wendy Woods
- Blame It on the Bellboy (1992) — Patricia Fulford
- The Secret Rapture (1993) — Marion French
- Carrington (1995) — Lady Ottoline Morrell
- This Could Be the Last Time (1998) — Marjorie
- Gooseberries Don't Dance (1999)
- Tom's Midnight Garden (1999) — Aunt Melbourne
- Iris (2001) — Janet Stone
- Calendar Girls (2003) — Ruth Reynoldson
- Shaun of the Dead (2004) — Barbara
- Pride and Prejudice (2005) — Mrs. Gardiner
- Match Point (2005) — Eleanor Hewett
- The Best Exotic Marigold Hotel (2011) - Jean Ainslie

### Televisão
- An Affair of Honour (1972)
- Mrs. Warren's Profession (1972) — Vivie
- The Song of Songs (1973) — Lilli Czepanek
- King Lear (1975) — Regan
- Widowing of Mrs. Holroyd (1976)
- The Norman Conquests: Table Manners (1978) — Annie
- The Norman Conquests: Living Together (1978) — Annie
- The Norman Conquests: Round and Round the Garden (1978) — Annie
- Othello (1981) — Desdemona
- Country (1981) — Virginia Carlion
- The Tale of Beatrix Potter (1982) — Beatrix Potter
- King Lear (1982) — Regan
- Laughterhouse (1984) — Alice Singleton
- Ever Decreasing Circles (1984) — Anne Bryce
- The Monocled Mutineer (1986) — Lady Angela
- Screaming (1992) — Beatrice
- The Borrowers (1992) — Homily
- The Return of the Borrowers (1993) — Homily
- The Deep Blue Sea (1994) — Hester Collyer
- Talking Heads 2 (1998) — Rosemary
- Alice Through the Looking Glass (1998) — White Queen
- Wives and Daughters (1999) — Mrs. Hamley
- Rockaby (2000)
- Victoria & Albert (2001) — Princess Mary Louise Victoria
- The Whistle-Blower (2001) — Heather Graham
- Bob and Rose (2001) — Monica Gossage
- Lucky Jim (2003) — Celia Welch
- Falling (2005) — Daisy Langrish
- Doctor Who (2005 / 2008) — Harriet Jones
- Downton Abbey (2010 - 2015) - Isobel Crawley
- After Life (2019) - Anne